# استودان‌های تنگ خمار ۱
استودان‌های تنگ خمار ۱ مربوط به دوره ساسانیان است و در شهرستان فسا، دهستان نوبندگان، ۳ کیلومتری غرب روستای غیاث آباد، دامنه شرقی کوه تنگ خمار، مجاورت زمین‌های شجاعی واقع شده و این اثر در تاریخ ۲۶ اسفند ۱۳۸۶ با شمارهٔ ثبت ۲۱۸۵۳ به‌عنوان یکی از آثار ملی ایران به ثبت رسیده است.